# Giovanni Ventimiglia
Giovanni Ventimiglia (* 20. Juli 1964 in Palermo) ist ein italienischer, römisch-katholischer Philosoph.

## Leben
An der Facoltà di Teologia di Lugano erlangt er 2001 den Titel eines assoziierten Professors, 2003 den Titel eines außerordentlichen und 2004 den Titel eines ordentlichen Professors. Seit 2016 lehrt er als ordentlicher Professor für Philosophie an der Theologischen Fakultät der Universität Luzern. Er lehrte 2015 als Gastprofessor (Visiting Senior Research Fellow) am King’s College in London und war Academic Visitor an der Universität Oxford. Zwischen 2017 und 2021 war Giovanni Ventimiglia Gastprofessor an der Universität der italienischen Schweiz.
Ventimiglia ist Gründer des Collegium Philosophicum Luganense und war von 2003 bis 2017 dessen Leiter. Er ist Hauptherausgeber der Reihe „Metafisica tomistica e metafisica analitica“ sowie Gründer und Vorsitzender der gemeinnützigen Einrichtung „Pro-filo umano“.
Schwerpunkt seiner Forschung ist die Metaphysik in der Philosophie Platons, bei Aristoteles, Thomas von Aquin und im analytischen Thomismus. 

## Werke (Auswahl)
- La critica tomistica all’argomento ontologico. Seminararbeit, Theologische Fakultät ISU Università Cattolica, Milano 1987.
- Differenza e contraddizione. Il problema dell’essere in Tommaso d’Aquino: esse, diversum, contradictio. Milano 1997. ISBN 88-343-0392-X.
- Se Dio sia uno. Essere, Trinità, inconscio. Pisa 2002. ISBN 88-467-0623-4.
- Vizi. Esercizi per casa. Milano 2007. ISBN 978-88-503-2641-9.
- To be o esse? La questione dell’essere nel tomismo analitico. Roma 2012. ISBN 978-88-430-5461-9.
- Ente, essenza ed esistenza. Prime nozioni di ontologia in prospettiva analitico-tomistica. Lugano 2012. ISBN 978-88-88446-76-9.
- Distinctio realis. Ontologie aristotelico-tomistiche nella prima metà del Novecento. Lugano 2012. ISBN 978-88-88446-74-5.
- Tommaso d’Aquino. Brescia 2014. ISBN 9788835037514.